# 韋伯利-福斯伯里自動轉輪手槍
韋伯利-福斯伯里自動轉輪手槍（Webley-Fosbery）是一種由喬治·弗斯貝瑞設計，韋伯利斯科特在1901年至1924年間生產的反衝作用自動轉輪手槍。該轉輪手槍的外觀特點包括轉輪上的Y字狀凹槽。

## 歷史
在半自動手槍剛開始出現的時候，福斯伯利上校（1832-1907）設計了一把能夠利用反衝作用帶動框架的上半部分像半自動手槍的滑套般後座，自動扳下擊錘並帶動的轉輪手槍。他的原型槍是一把經過改裝的柯爾特單動式陸軍轉輪手槍。福斯伯利於1895年8月16日為他的發明申請了專利，並於1896年的6月和10月分別為一些進一步的改進申請了專利。
福斯伯利把他的設計帶給了P. Webley & Son of Birmingham. P. Webley & Son（於1897和W.C. Scott & Sons and Richard Ellis & Son合併成Webley & Scott Revolver and Arms Co，即韋伯利&斯科特），而後者是英國陸軍的主要手槍生產商且也有民用槍械的業務。韋伯利進一步改良了福斯伯利的發明——韋伯利-福斯伯利自動轉輪手槍在1900年於比茲利靶場（Bisley）的比賽中正式出現。
在民用方面，韋伯利-福斯伯利轉輪手槍受到了射手們的歡迎，因為扳機並不參與轉動和把擊錘扳到待擊狀態（傳統的雙動轉輪手槍若想進行連續射擊而不需用手扳下擊錘，則雙動模式射擊時需要使用扳機轉動轉輪與扳下擊錘，因此扳機力度與行程皆會較大，對射擊精度和速度有不利影響），所以可以在連續快速射擊時保持適中的扳機力度和行程，適合快速且精準的射擊。Walter Winans，一位著名射手表示推薦韋伯利-福斯伯利，並在1902年用該手槍於7秒內對12步外的靶子打出散佈2英寸（5.1厘米）的6發槍彈。使用了Prideaux快速裝彈器）後，他成功地在15秒內打出散佈3英寸（7.6厘米）的12發槍彈。

### 戰時
雖然韋伯利將這把手槍視為理想的騎兵部隊副武器，但韋伯利-福斯伯利從未被政府選為正式的副武器。由於它長達11英寸（28）及空重達44盎司（1,239克），因此即使按照當時的標準，韋伯利-福斯伯利仍是一把相當笨重的副武器。韋伯利-福斯伯利發展出了數款型號，在波耳戰爭和第二次世界大戰中私下購買的.455口徑的韋伯利-福斯伯利也受到部分英國軍官的使用。 戰場上的報告提出韋伯利-福斯伯利精密的自動機（即框架上部份）導軌在惡劣的戰鬥環境下比同時期的其他副武器有更大的故障機率。同時，據稱韋伯利-福斯伯利要求射手在射擊時緊緊的握住握把，否則將很容易因彈巢和自動機後座不到位而故障（即弱腕故障，通常出現在非抵肩自動武器上，韋伯利-福斯伯利的情況很可能是使用的彈藥後座衝量較低導致自動機能量不足，無法克服導軌摩擦和復進簧力）。再者，它仍然無法解決轉輪手槍固有的火藥燃氣洩漏和彈藥同軸度問題，載彈量也無法追上彈匣容量日益增加的半自動手槍。

韋伯利-福斯伯利於1924年停產，總生產量低於5,000把。當時，大量的該款手槍仍未售出，因此它直到1939年仍被保留在韋伯利的售貨目錄中。

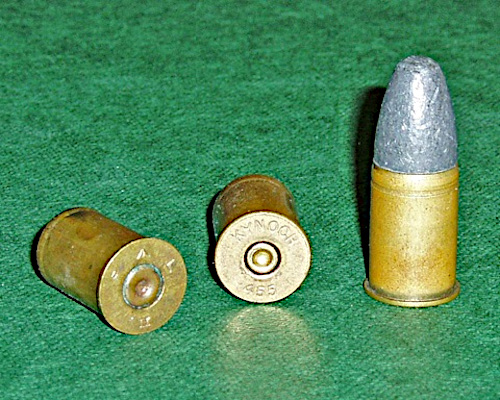
.455 SAA Ball 彈藥，左邊兩個為擊發後的彈殼
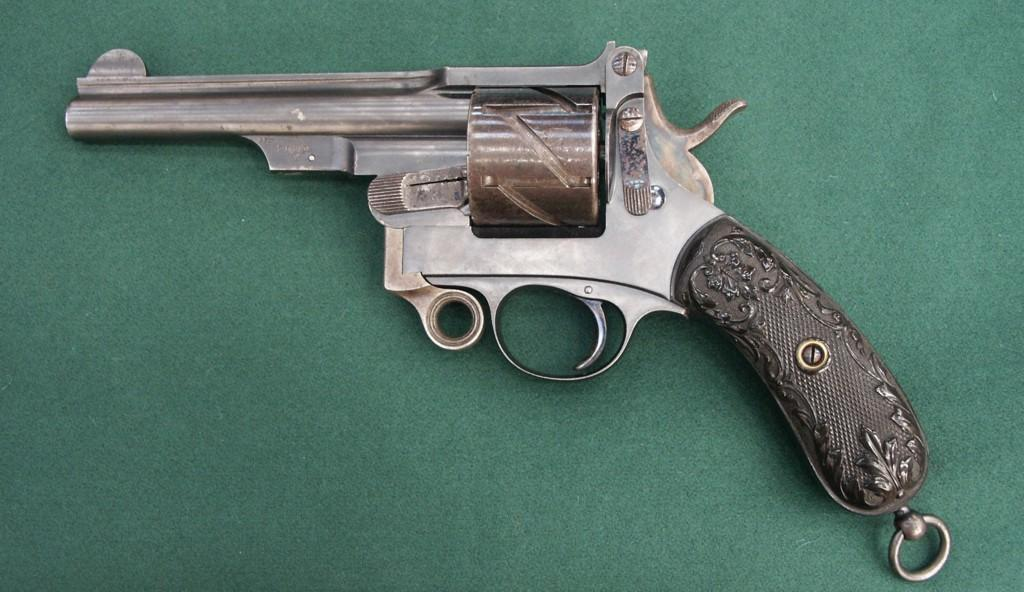
毛瑟M78左輪手槍，轉輪上帶有類似但不相同的Z型凹槽